# Guaduinae
Guaduinae es una subtribu de bambúes de la tribu Bambuseae perteneciente a la familia Poaceae. Comprende 6 géneros.

## Géneros
- Apoclada
- Criciuma
- Eremocaulon
- Guadua
- Olmeca
- Otatea